# Ulad u Megar
Ulad u Megar o Asgar (en árabe: أولاد أمغار‎, en lenguas bereberes: ⵓⵍⴰⴷ ⴰⵎⵖⴰⵔ, en francés: Oulad Amghar) es una comuna rural marroquí de la provincia de Driuch, en la región Oriental. Desde 1912 hasta 1956 perteneció a la zona norte del Protectorado español de Marruecos.